# Palácio da Justiça (Porto)

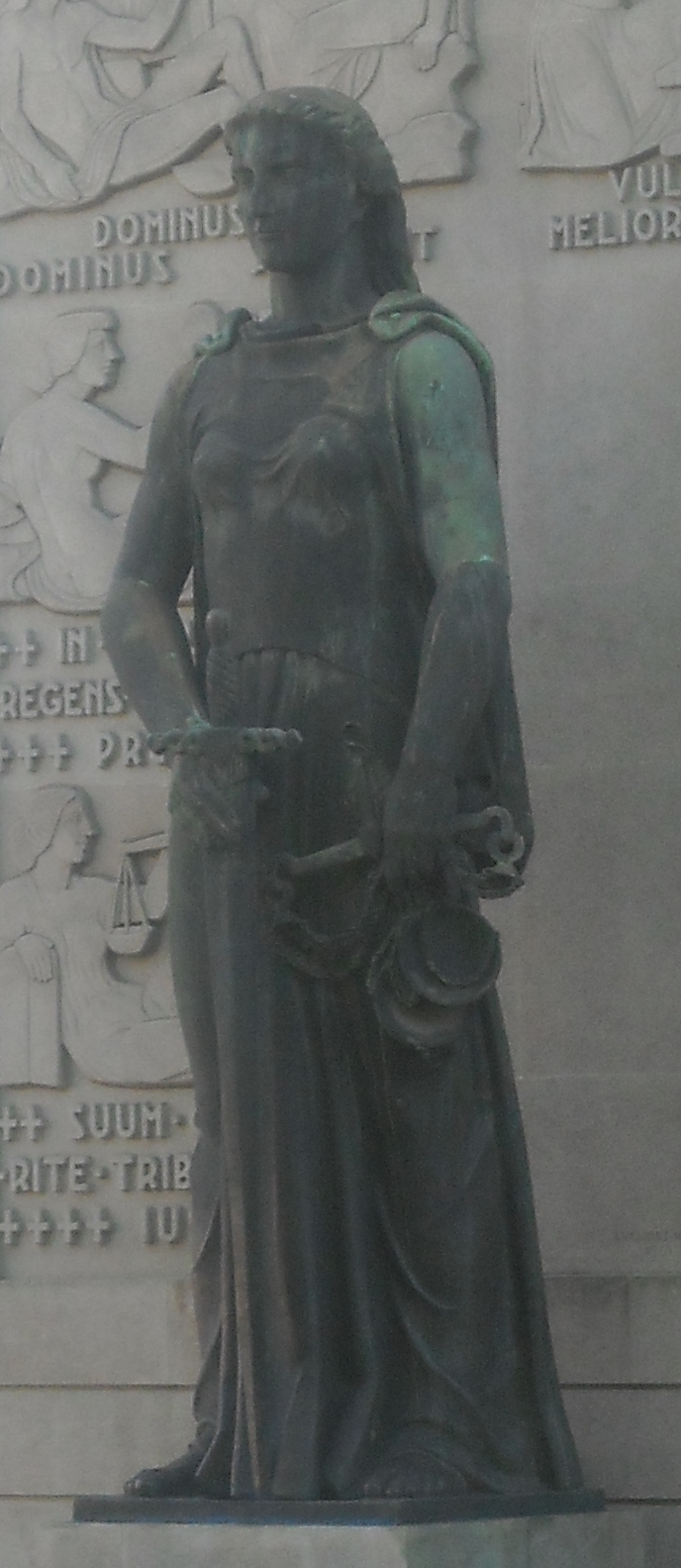
Estátua da Justiça, em frente ao palácio

O Palácio da Justiça localiza-se no Campo dos Mártires da Pátria, na freguesia de Miragaia, na cidade e distrito do Porto, em Portugal.

## História
O edifício começou a ser construído em 1958, com projeto do arquiteto Raul Rodrigues Lima, e foi inaugurado em 20 de outubro de 1961, pelo então presidente da República almirante Américo Deus Rodrigues Thomaz.

## Características
Apresenta fachada em pedra de granito, com uma galeria de dez pilares que apoiam a entrada do átrio e, ao lado, vários outros pilares em semicírculo. Na ligação entre os dois está localizada uma estátua da Justiça de autoria do escultor Leopoldo de Almeida. Ao fundo dela, temas bíblicos e alegóricos às quatro virtudes cardeais num baixo relevo em granito do escultor Euclides Vaz.